# Lingua aja
La lingua  aja o aja-gbe, appartiene alla famiglia linguistica delle Lingue gbe ed è parlata dal popolo Aja (o Adja); essa è parlata da circa 400 000 persone in Benin e 100 000 in Togo.

## Classificazione
L'aja è una delle Lingue gbe, a loro volta un sottogruppo delle Lingue kwa, appartenente alla famiglia linguistica delle Lingue niger-kordofaniane. 

## Ripartizione geografica

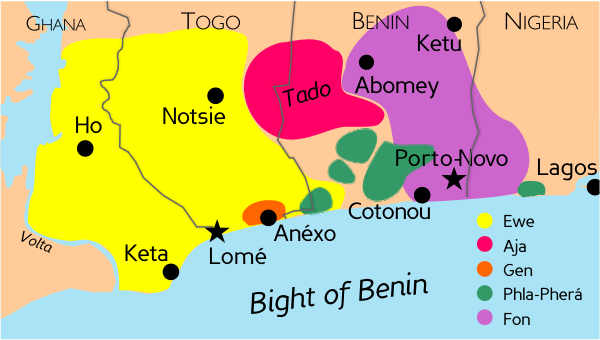
Ripartizione delle principali lingue gbe (da Capo 1988, 1991) : l’aja è in rosso.

Nel Benin, l'aja è parlato nella zona sud-occidentale :
- nel dipartimento di Couffo nei sei comuni di : Aplahoué, Djakotomey, Dogbo, Klouékanmè, Lalo, Toviklin;
- nel dipartimento di Mono nei comuni di: Athiémé e Houéyogbé;
- nel dipartimento di Zou nei comuni di Agbangnizoun e Djidja.

Nel Togo, l'aja è parlato nel Sud-Est :
- nella Regione degli Altopiani nelle prefetture di Agou, Haho, e Moyen Mono;
- nella Regione Marittima nella prefettura di Yoto.

## Scrittura
L'ortografia aja è stata definita nell’Alfabeto delle lingue nazionali del Benin.
| Alfabeto  | Alfabeto | Alfabeto | Alfabeto | Alfabeto | Alfabeto | Alfabeto | Alfabeto | Alfabeto | Alfabeto | Alfabeto | Alfabeto | Alfabeto | Alfabeto | Alfabeto | Alfabeto | Alfabeto | Alfabeto | Alfabeto | Alfabeto | Alfabeto | Alfabeto | Alfabeto | Alfabeto | Alfabeto | Alfabeto | Alfabeto | Alfabeto | Alfabeto | Alfabeto | Alfabeto | Alfabeto | Alfabeto | Alfabeto | Alfabeto | Alfabeto |
| --------- | -------- | -------- | -------- | -------- | -------- | -------- | -------- | -------- | -------- | -------- | -------- | -------- | -------- | -------- | -------- | -------- | -------- | -------- | -------- | -------- | -------- | -------- | -------- | -------- | -------- | -------- | -------- | -------- | -------- | -------- | -------- | -------- | -------- | -------- | -------- |
| maiuscole | A        | B        | C        | D        | Ɖ        | E        | Ɛ        | F        | G        | GB       | Ɣ        | H        | I        | J        | K        | KP       | L        | M        | N        | NY       | Ŋ        | O        | Ɔ        | P        | R        | S        | SH       | T        | U        | V        | W        | X        | Y        | Z        | Ʒ        |
| minuscole | a        | b        | c        | d        | ɖ        | e        | ɛ        | f        | g        | gb       | ɣ        | h        | i        | j        | k        | kp       | l        | m        | n        | ny       | ŋ        | o        | ɔ        | p        | r        | s        | sh       | t        | u        | v        | w        | x        | y        | z        | ʒ        |

## Pronuncia

### Vocali
|             | Antériore | Postériore |
| ----------- | --------- | ---------- |
| Chiuse      | i, ĩ      | u, ũ       |
| Semi-chiuse | e         | o          |
| Semi-aperte | ɛ, ɛ̃      | ɔ, ɔ̃       |
| Aperte      | a, ã      |            |

### Consonanti
|           | Bilabiali | Bilabiali | Labio- dentali | Labio- dentali | Alvéolare | Alvéolare | Post- -alvéolare | Post- -alvéolare | Rétroflesse | Rétroflesse | Palatali | Palatali | Vélari | Vélari | Labio- vélari | Labio- vélari | Uvulare | Uvulare | Glottali | Glottali |
| --------- | --------- | --------- | -------------- | -------------- | --------- | --------- | ---------------- | ---------------- | ----------- | ----------- | -------- | -------- | ------ | ------ | ------------- | ------------- | ------- | ------- | -------- | -------- |
| Occlusive | p         | b         |                |                | t         | d         |                  |                  |             | ɖ           |          |          | k      | a      | k͡p            | ɡ͡b            |         |         | (ʔ)      | (ʔ)      |
| Affricate |           |           |                |                |           |           | t͡ʃ               | d͡ʒ               |             |             |          |          |        |        |               |               |         |         |          |          |
| Nasali    |           | m         |                |                |           | n         |                  |                  |             |             |          | ɲ        |        | ŋ      |               |               |         |         |          |          |
| Fricative |           | f         | v              | s              | z         | ʃ         |                  |                  |             |             |          |          |        | ɣ      |               |               | χ       | ʁ       |          |          |
| Spiranti  |           |           |                |                |           | l         |                  |                  |             |             |          | j        |        |        |               | w             |         |         |          |          |